# Andrómeda (cómic)
Andrómeda es un personaje que aparece en los cómics estadounidenses publicados por Marvel Comics. El personaje es un atlante del universo compartido de Marvel, conocido como el Universo Marvel. Ella es la hija ilegítima de Attuma.

## Historial de publicaciones
Andrómeda se introdujo en The Defenders # 143 (marzo de 1985) y se agregó a la alineación del supergrupo titular solo unos pocos números más tarde. El escritor Peter B. Gillis reveló más tarde: 
Mi plan a largo plazo era poblar a los Defensores con mi propio equipo de personajes, personajes que, sin embargo, tenían vínculos con partes interesantes del Universo Marvel. Andrómeda, aunque no era el Submarinero, me dio una conexión con la Atlántida. 
Sin embargo, Andrómeda sería el último personaje que Gillis agregó a Los Defensores, ya que poco después de su debut le dijeron que la serie estaba siendo cancelada.

## Biografía del personaje ficticio
Miembro de la raza Homo mermanus, Andrómeda es la hija ilegítima de Attuma de Atlantis de una mujer llamada Lady Gelva. Él no sabía de su existencia hasta que ella lo confrontó y le dijo que él era su padre. Andrómeda creció en la sociedad atlante y se entrenó en las artes de la caza y la guerra y superó a cualquier otro hombre, excepto a su padre en estas habilidades. A pesar de sus habilidades, se la consideraba indigna de ascenso en el ejército atlante porque es una mujer a pesar de estar muy decorada.
Andrómeda, inspirada en los cuentos de Namor, se mudó al mundo de la superficie, donde usó un suero para darse una apariencia humana y la capacidad de respirar fuera del agua. Tomó el nombre de Andrea McPhee y se hizo pasar por una mujer de la superficie. Cuando fue revelada como atlante, rápidamente abandonó su farsa y se convirtió en miembro de Los Defensores, uniéndose a ellos contra un villano llamado Hotspur.
Estuvo con Los Defensores (bautizada como los "Nuevos Defensores") por poco tiempo, revelándoles solo una parte de sus antecedentes. Con ellos viajó al espacio exterior y luchó contra el segundo Star-Thief. Ella luchó contra Homicida mientras él amenazaba al equipo, y luego ayudó a Los Defensores y al Interloper en la batalla contra la compañera Defensora Dragón Lunar y el Dragón de la Luna que poseía Moondragon. Andrómeda sacrificó su fuerza vital, uniéndose con Homicida, Valquiria y el intruso para expulsar al Dragón de la Luna de la Tierra, y su cuerpo se convirtió en piedra.
El Dragón regresaría más tarde, esta vez sin cuerpo. Para detener al Dragón de la Luna, el Doctor Strange lanzó un hechizo que devolvió las almas de los Defensores caídos en la batalla contra el Dragón a los cuerpos de varios humanos recientemente fallecidos, transformándolos en duplicados de Los Defensores. El alma de Andrómeda entró en el cuerpo de Genevieve Cross y estos Defensores ahora se llamaban a sí mismos el Círculo del Dragón. Juntos, el Círculo del Dragón desterró al Dragón de la Tierra y Andrómeda regresó a los océanos.
Andrómeda jugó un papel importante en el crossover Atlantis Attacks de 1989. Andrómeda dirigió una rebelión para evitar que su padre Attuma invadiera el mundo de la superficie, pero fue superada por Attuma en el combate personal. Ella fue secuestrada inconsciente por el Deviant y cura a Ghaur como uno de sus "Siete novias de Set". Bajo el dominio de Ghaur, ella acompañó a She-Hulk para adquirir un pedazo de la fuerza vital de Set. Al final, las Novias de Set ganaron su libertad gracias a los Cuatro Fantásticos y los Vengadores.
Andrómeda unió sus fuerzas con las de Namor. Ella formó parte de la efímera Profundidad Seis, un grupo de héroes submarinos. Durante este tiempo, su mente y la de Genevieve Cross intercambiaban repetidamente el control e incluso convertían su cuerpo en una copia de Genevieve. Andrómeda sacrificó su propia mente para salvar el alma de Namor, dejando a Genevieve en control del cuerpo de Andrómeda. Meses después, ya sea Genevieve en el cuerpo de Andrómeda o una Andrómeda restaurada, ella misma ayudó a Namor y a los Defensores contra la Profundidad Seis de Attuma. Andrómeda fue vista por última vez como un aliado de Namor, viviendo en la Atlántida.
Andrómeda aparece más tarde como miembro de los Defensores de las profundidades de Namor.

## Poderes y habilidades
Andrómeda tiene todas las facultades inherentes al Homo mermanus, pero su fuerza y velocidad son mucho mayores que la de cualquier ordinaria Homo Mermanus, aunque no tan grande como la de su padre, Attuma. Está adaptada para vivir bajo el agua, tiene agallas que le permiten respirar bajo el agua, puede nadar a altas velocidades y su cuerpo es resistente a la presión y al frío de los océanos profundos. Su visión especialmente desarrollada le permite ver claramente en las oscuras profundidades del océano.
Puede sobrevivir solo 10 minutos fuera del agua, a menos que use un suero especial que le permita respirar aire. Su resistencia, agilidad y reflejos se reducen cuando está fuera del agua.
Ella ha sido entrenada como una guerrera atlante, y es muy hábil en las artes de la caza y la guerra, empuñando un tridente como su arma preferida. Ella lleva una espada corta y una daga de 8 "como arma adicional.
Andrómeda también tiene un amplio conocimiento de bioquímica.